# Яйцо Сокола
«Яйцо́ Со́кола» — административное здание Центрального диспетчерского пункта управления движением на Соколе в Москве по адресу Ленинградский проспект, дом 77а. Здание построено в 2008−2015 годах по проекту архитекторов Николая Шумакова и Натальи Шурыгиной.
Разворотный круг трамваев в районе станции метро «Сокол» существовал с 1979 года. При реконструкции транспортной развязки Волоколамского и Ленинградского шоссе стал вопрос о том, что существующее трамвайное кольцо занимает много места, препятствуя прокладке боковых проездов Ленинградского проспекта. Возникла идея о замене разворотного кольца на электрический поворотный круг. Это мог быть первый поворотный круг, используемый городским наземным транспортом российской столицы. В целях защиты механизмов от осадков и снижения шума было предложено сделать конструкцию крытой, так чтобы трамваи въезжали внутрь сооружения, где платформа разворачивала бы их на 180 градусов и выпускала обратно по параллельному пути.
Для размещения поворотного круга (трансбондера) архитекторы Николай Шумаков и Наталья Шурыгина спроектировали яйцеобразное сооружение, облицованное металлическими пластинами. Однако на этапе возведения несущих конструкций сооружения выявился ряд существенных недостатков принятого решения. В частности, невозможность использования поворотного круга для двухвагонных трамвайных составов и многосекционных трамваев типа «Pesa Fokstrot». В связи с этим было принято решение восстановить демонтированное разворотное кольцо (с небольшим смещением к югу); а недостроенное здание, оказавшееся внутри кольца, перепрофилировать под Центральный диспетчерский пункт управления движением в тоннелях.
Яркий вид здания площадью 34 х 26 метров и высотой 17,5 метров достигается не только его яйцеобразной формой, но и сплошным остеклением. Треугольные панели синего цвета со светоотражающим покрытием создают зеркальный эффект.
Особенно выразительно «Яйцо Сокола» выглядит в момент, когда в нём отражается разворачивающийся трамвай современного типа.
Внутренняя структура здания снаружи не угадывается, однако в нём организовано пять уровней, соединённых лестничной клеткой. Несущие конструкции построены из монолитного железобетона на металлическом каркасе, оболочка — из металлических труб с вклеенными стеклопакетами различных размеров.
Центральный диспетчерский пункт управления движением государственного бюджетного учреждения «Гормост», ставший хозяином эффектной новостройки, осуществляет круглосуточный контроль за безопасностью движения и работой инженерного оборудования туннелей Северо-Западной хорды — систем видеонаблюдения, вентиляции, освещения, пожаротушения, откачки подземных вод. В зону ответственности предприятия помимо трёх туннелей транспортной развязки на Соколе — Ленинградского, Волоколамского и Балтийского — входят построенные позже Винчестерный туннель, Михалковский и Дмитровский туннели.
На первом и втором этажах пункта управления расположен круглый диспетчерский зал с экраном во всю стену. Третий этаж занимают технические помещения электрического хозяйства и серверных. Четвёртый этаж занимают раздевалки и комнаты отдыха персонала, на пятом — служебные кабинеты.
«Яйцом Сокола» своё произведение назвал его создатель Николай Шумаков. Образное имя не задумывалось как официальное, однако, уйдя в народ, приобрело популярность. Интересно, что тем же архитектором Николаем Шумаковым было спроектировано ещё одно «яйцо» практически тех же размеров — подвешенное под аркой Живописного моста.